# Chief Operating Officer
Ein Chief Operating Officer (auch Chief Operations Officer, COO) ist ein Manager, der das operative Geschäft leitet. Zu seinen Aufgaben zählen die Leitung, Steuerung und Organisation der gesamten Betriebsprozesse und der betrieblichen Leistungen. Alternative Bezeichnungen sind Chief Operation Manager oder Operation Manager.
In amerikanischen Unternehmen gibt es oft einen Chief Operating Officer, wenn der operative Geschäftsführer nicht zugleich der Vorsitzende der Geschäftsleitung ist und der Vorsitzende der Geschäftsleitung in dieser Firma als Chief Executive Officer (CEO) bezeichnet wird. In diesem Fall trägt der COO den zusätzlichen Titel President.
Schwerpunkte bilden neben der verantwortlichen Führung der Mitarbeiter die kostenoptimale Fertigung betrieblicher Leistungen, die Personaleinsatz- und Ressourcenplanung, die Koordinierung des Materialflusses sowie die Sicherstellung der Warenverfügbarkeit.